# Vénus (1780)
Pour les autres navires du même nom, voir Vénus (navire).
La Vénus est une frégate de 32 canons lancée à Saint-Malo en 1781. Navire de tête de sa classe, elle s'échoue sur les récifs des Glénan quelques mois après avoir capturé un corsaire ennemi.

## Histoire
La construction de la Vénus commence à Saint-Malo en avril 1779 ; lancée le 6 mars 1780 elle est ensuite armée à Brest en juin 1780. En décembre 1780, elle prend la mer et accompagne l'Invincible à Cadix, lui servant de découverte ; elle est de retour à Brest le 8 janvier 1781 avant d'être placée en réserve à Rochefort. En mars, elle escorte des convois entre l'île de Ré, Nantes et Brest. Le 16 juin 1781, elle capture un corsaire. Le 5 août, aux ordre du capitaine Gouzillon de Bélizal, elle s'échoue sur les récifs des Glénan et est déclarée perdue.